# غواصة يو-160
كانت الغواصة يو-160 واحدة من 329 غواصة خدمت في البحرية الإمبراطورية الألمانية خلال الحرب العالمية الأولى.